# 賈席宣
賈席宣（？—？年），字囗如，锦衣卫官籍，山西宣府萬全都司萬泉縣（今万荣县解店镇南牛池村）人，明末清初政治人物。

## 生平
崇禎九年（1636年）丙子科中式山西鄉試第十二名舉人，崇禎十六年（1643年）癸未科會試第三百七十一名，三甲第一百一名進士，户部觀政。

## 家族
曾祖賈仁元，嘉靖壬戌進士，兵部尚書，諭祭葬，祀名宦、鄉賢。祖父賈瑋，歲進士，敕赠文林郎長安知縣。父賈鶴年，崇禎甲戌進士，長安知縣。母史氏。